# Семиология
Семиологията (от гръцки σημειωτική, от др.-гр. σημεῖον – „знак, признак“) е наука за различните видове знакови и сигнални системи като съобщителни средства между хората и между животните; естествените и изкуствените езици сред хората и сигналите между делфини, мравки, пчели и др. Терминът е изкован от лингвиста Фердинанд дьо Сосюр, като съвременното наименование е семиотика, макар че в някои области се използва и семиология, като например „музикална семиология“.
Понятието семиология най-общо означава склонността на хората да свързват определено звучене с графични символи. Така например проведено във Великобритания изследване показало, че множеството хора свързват иначе лишената от смисъл дума „такета“ с ъгловати форми, а думата „малума“ с овални. Отново емпирично е доказано, че потребителите възприемат символите, изграждащи облика на коя да е марка, в определена последователност.